# Orang-outan
Pongo · Orang-outang
« Pongo (animal) » redirige ici. Pour les autres significations, voir Pongo.
Genre
Répartition géographique
Les Orangs-outans forment un genre (Pongo) appartenant à la super-famille des Hominoïdes et à l'infra-ordre des Simiiformes. Ce sont des grands singes diurnes, au pelage clairsemé de couleur rouille à orange foncé, qui, comme les autres hominoïdes, ne possèdent pas de queue. Ils sont endémiques des forêts tropicales des îles de Sumatra et Bornéo, territoires partagés entre l'Indonésie et la Malaisie.
Le genre Pongo comprend trois taxons distincts qui se différencient difficilement par leur morphologie mais qui occupent des aires de répartition différentes. Les orangs-outans de Bornéo sont légèrement plus petits que les deux autres espèces, orangs-outans de Sumatra et orangs-outans de Tapanuli, qui se répartissent toutes les deux à Sumatra, au nord et au sud du lac Toba. Ce sont les seuls grands singes à ne pas vivre en groupe. Les mâles comme les femelles sont solitaires, mais ces dernières peuvent vivre accompagnées de leur petit, qui reste avec elles pendant ses premières années de vie.
Sévèrement menacées par la destruction de leur habitat au profit des activités humaines, les espèces d'orangs-outans sont toutes les trois classées « en danger critique d'extinction » et font l'objet de programmes de conservation.

## Étymologie
Le nom vernaculaire « orang-outan » provient de l'indonésien et du malais « orang hutan », qui signifie « personne de la forêt » (ou « des bois »),. Le pluriel du mot en français demeure sujet à discussion, la forme traditionnelle du pluriel comprenant deux « s » (les « orangs-outans » ou « orangs-outangs »), tandis que les rectifications orthographiques de 1990 préconisent de toujours porter la marque du pluriel seulement en fin de mot composé (les « orang-outans »). Le terme « jocko » était utilisé autrefois en français pour désigner cette espèce, mais il est considéré comme vieilli.
Le nom scientifique du genre « Pongo » provient du kikongo (langue d'Afrique centrale) « mpongi »,, un mot qui servait initialement à désigner les gorilles dans cette région africaine, repris en anglais par Andrew Battel, puis en français par Buffon, qui pensait alors que les gorilles et les orangs-outans pouvaient ne former qu'une seule espèce.

## Caractéristiques
La taille moyenne des orangs-outans est de 1,10 à 1,40 m pour 40 à 80 kg. Les mâles sont sensiblement plus gros que les femelles, ce qui est une forme de dimorphisme sexuel.
Les orangs-outans peuvent vivre de trente à quarante ans dans la nature[réf. nécessaire]. Nénette, une femelle née vers 1969 à Bornéo et vivant à la ménagerie du Jardin des plantes de Paris, a atteint l'âge de 55 ans en 2024. 

### Génétique

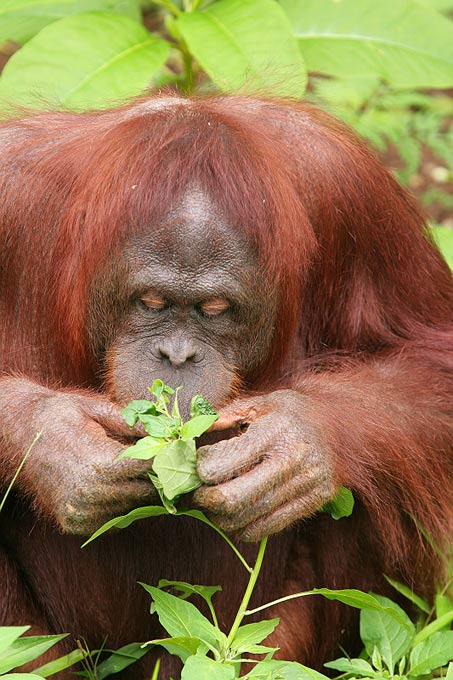
Une orang-outan.

Les orangs-outans intéressent beaucoup les généticiens et les biologistes qui étudient l'histoire évolutive de la lignée humaine, car ils appartiennent à la famille des hominidés. Le caryotype des orangs-outans est diploïde, avec 2n = 48 chromosomes, comme chez les gorilles et les chimpanzés. La taille du génome des trois espèces d'orangs-outans est comparable à celle de l'espèce humaine.
Le génome des orangs-outans a été séquencé en janvier 2011. Il fait apparaitre une similarité d'environ 97 % avec le génome humain, c'est-à-dire environ 3 % de différences génétiques avec l'espèce humaine. Le premier séquençage du génome était basé sur un individu femelle captif appelé Susie.
Les chercheurs ont également publié des séquençages moins complets de dix orangs-outans sauvages, cinq de Bornéo et cinq de Sumatra. Il a été constaté que la diversité génétique était plus faible chez les orangs-outans de Bornéo (Pongo pygmaeus) que chez ceux de Sumatra (Pongo abelii), bien que ceux de Bornéo soient six ou sept fois plus nombreux que ceux de Sumatra.
Les chercheurs espèrent que ces données pourront aider à sauver les grands singes en voie de disparition et qu'elles s'avéreront également utiles pour une meilleure compréhension des maladies génétiques humaines.

## Écologie et comportement
Les orangs-outans sont parmi les plus arboricoles des grands singes. Ils passent la majeure partie de leur temps dans les arbres, à la recherche de nourriture. Chaque nuit, ils fabriquent un nouveau nid perché entre 12 et 18 mètres au-dessus du sol[réf. nécessaire], tout comme les chimpanzés, qui sont toutefois plus terrestres durant la journée.

### Régime alimentaire
L'animal se nourrit la plupart du temps de fruits, de jeunes pousses, d'écorce, de petits vertébrés, d'œufs d'oiseaux et d'insectes. Voilà pourquoi Anne Russon (en), qui étudie l'intelligence des grands singes à l'université York, s'est étonnée d'observer une nouvelle activité des orangs-outans vivant autrefois en captivité et relâchés à Bornéo : la pêche.

### Sociabilité
L'Orang-outan vit en société à dynamique de fission-fusion.
Les adultes mâles sont solitaires durant une grande partie de leur vie mais communiquent par des cris puissants, perceptibles à 1 km au moins, pour marquer leur territoire et peut-être pour appeler les femelles qui sont moins solitaires puisqu'elles accompagnent leurs petits jusqu'à l'âge de 3 ans et demi environ.

### Sociabilité sexuelle
Destinés à tisser des liens et non à se reproduire, des comportements sexuels entre mâles avaient parfois été observés dans les zoos. On les a souvent d'abord expliqués par la captivité et/ou l'absence de femelle dans un groupe. Mais comme pour de nombreux autres primates, de tels comportements sont aussi observés en forêt, dans la nature, chez des orangs-outans sauvages. Ce fut le cas par exemple à Sumatra, lors d'études portant sur deux lieux et populations différentes d'Orangs-outans de Sumatra (Pongo abelii). Ce comportement ne découle donc pas d'une privation de liberté en zoo, ni du contact avec des humains. Les chercheurs estiment généralement qu'il s'agit de comportements agonistiques (établissant des relations de dominance et/ou de rivalité) voire, pour partie, de jeux lors desquels les jeunes apprennent ou testent leur sexualité.

### Agressivité et relations sociales
Bien que les orangs-outans soient généralement paisibles, des agressions entre individus peuvent arriver dans le cadre des rivalités territoriales ou sexuelles. Les mâles non mûrs courtisent et tentent de mimer des accouplements avec les femelles immatures, qui fuient ces avances : ces « jeux » peuvent parfois devenir agressifs. Préférant s'accoupler avec les mâles mûrs, les femelles adultes repoussent facilement les jeunes prétendants. Ces interactions sociales s'établissent surtout en captivité ou en groupe auprès des installations humaines de recueil des jeunes orangs-outans abandonnés, tandis que, dans la vie sauvage, les rencontres sont beaucoup plus rares et les possibilités de fuite plus larges.

### Reproduction

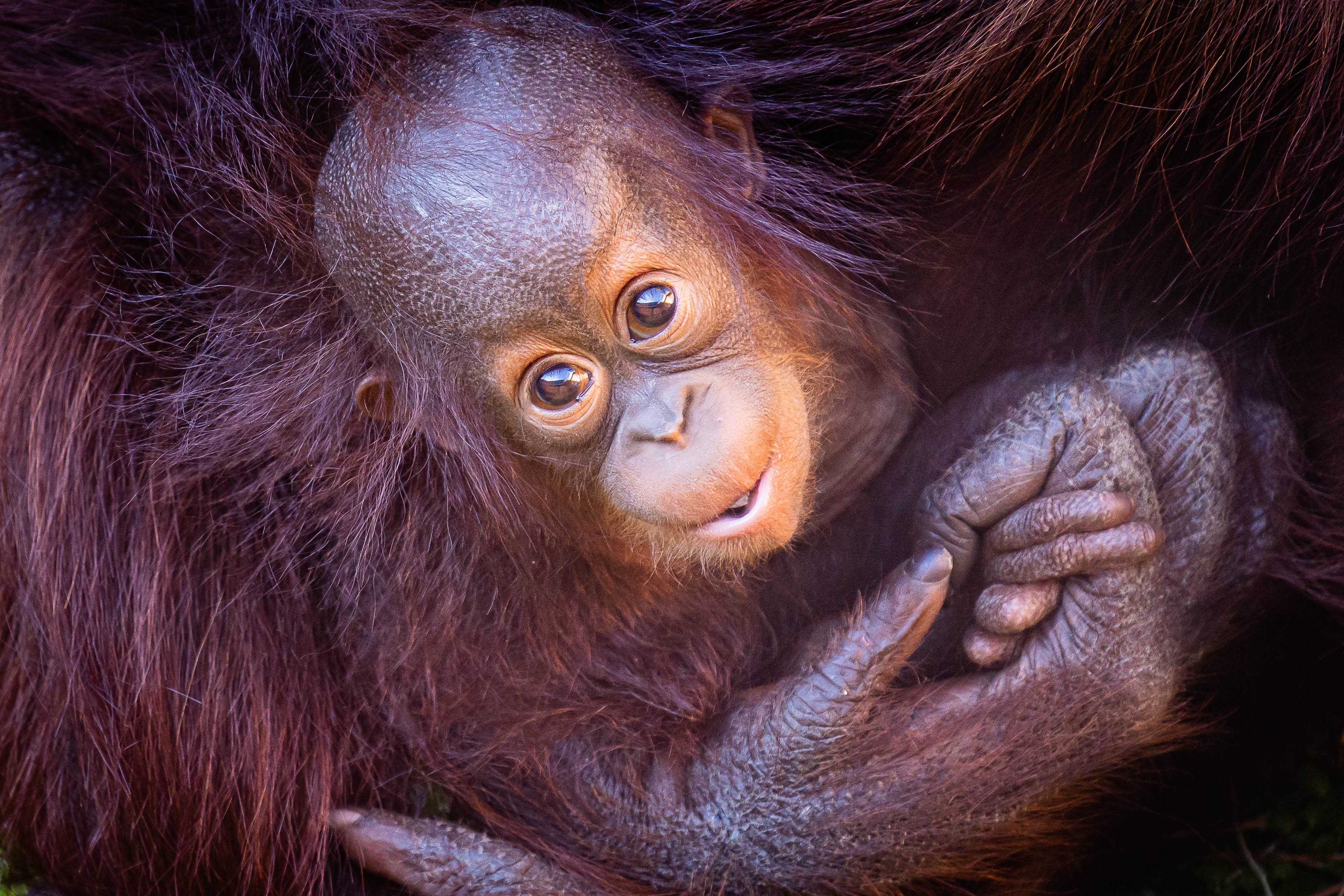
Orang-outan de Bornéo, femelle âgée de 6 mois au zoo de Little Rock.

Le mâle n'est sexuellement mûr qu'entre 7 et 10 ans, âge auquel il commence à se reproduire. L'orang-outan n'a pas de saison des amours privilégiée. La gestation dure 245 jours. La mère donne naissance à un seul petit à la fois. Les jumeaux sont rares. Les naissances sont espacées, avec un intervalle d'environ huit ans en moyenne. Les jeunes orangs-outans voyagent accrochés au dos ou au ventre de leur mère pendant plus de deux ans. Pendant un à deux ans après la naissance, la femelle est tolérée sur le territoire du mâle qui l'a fécondée. Les femelles accordent une grande attention aux jeunes.

### Santé

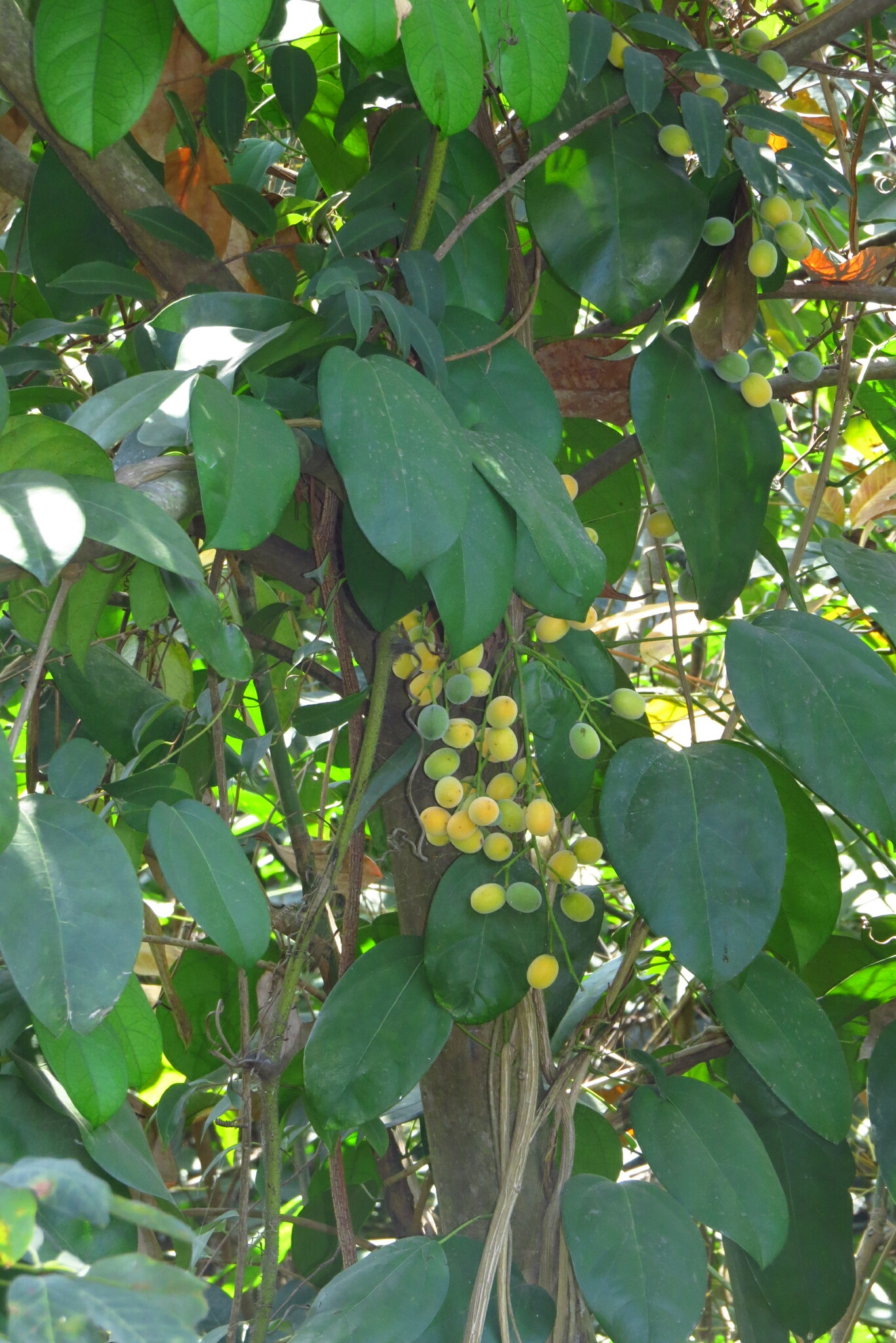
Fibraurea tinctoria.

En 2024, un mâle orang-outan de Sumatra est vu en train de mâcher les feuilles d'une plante réputée pour ses propriétés médicinales, Fibraurea tinctoria, puis d'en récupérer le jus pour soigner une blessure ouverte sur son visage, avant d'appliquer les feuilles mâchées par-dessus. Au bout de quelques jours, la blessure était refermée. Cette liane est connue pour ses propriétés antibactériennes, anti-inflammatoires et analgésiques. C'est la première fois qu'un animal sauvage est observé en train d'utiliser intentionnellement une plante médicinale pour soigner une plaie ouverte,.

### Capacités cognitives
Comme les autres grands singes, les orangs-outans sont remarquablement intelligents.
Au milieu des années 1990, une population d'orangs-outans a été observée utilisant régulièrement des outils pour s'alimenter,. Cela avait déjà été montré auparavant chez des chimpanzés par Jane Goodall dans les années 1960,.
Ils ont aussi, comme les chimpanzés, les gorilles et peut-être les macaques crabiers, les macaques de Tonkeans et les capucins, la faculté de se reconnaître dans un miroir.
Un article paru dans Science en 2003 apporte des preuves de l'existence d'une culture propre aux orangs-outans.
Plus récemment, une expérience conduite par des chercheurs allemands de l'Institut Max-Planck d'anthropologie évolutionniste de Leipzig a permis de mettre en évidence les capacités intellectuelles des orangs-outans. Des chercheurs ont présenté à cinq orangs-outans femelles de 7, 11, 17 et 32 ans, venant d'un zoo local, une grosse cacahuète flottant sur de l'eau, dans une longue éprouvette verticale transparente fixée à une paroi. Le niveau d'eau était trop bas pour que les singes puissent attraper la cacahuète avec les doigts. Un récipient d'eau était mis à leur disposition dans la pièce. Les orangs-outans ont rapidement compris qu'en prenant de l'eau dans leur bouche pour la recracher dans l'éprouvette, ils feraient monter le niveau de l'eau et pourraient attraper la cacahuète et la manger. Il a fallu 9 minutes en moyenne pour qu'ils le fassent ; à la dixième expérience, 30 secondes leur suffisaient pour attraper et manger la friandise. Aucune autre méthode ne permettait de récupérer et manger la cacahuète.
Plus que les expériences en zoo ou en laboratoire, Christophe Boesch suggère de s'intéresser à la vie des primates dans leur milieu d'origine. Dans le cas des orangs-outans, la culture outillée a été détaillée par Carel van Schaik et al. Mais une culture animale comprend également des traits comportementaux partagés, une communication efficiente, des conditions de transmission. Les travaux sur l'intelligence et la culture ne se posent plus de façon anthropocentrique comme dans le cas du langage chez Chantek (en) (on a fait apprendre la langue des signes à l'orang-outan Chantek, au chimpanzé Washoe, au bonobo Kanzi et au gorille Koko), mais sur la possibilité de conserver des cultures non humaines dans les centres de réintroduction et les parcs zoologiques.

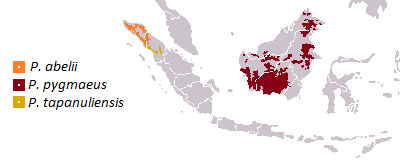
Aire de répartition du genre en 2005 (en réduction rapide depuis cette date).

## Habitat et répartition
Les espèces de ce genre se rencontrent à Sumatra et à Bornéo, en Indonésie et en Malaisie. Autrefois[Quand ?] l'on trouvait également des orangs-outans sur l'île de Java.

## Classification
Phylogénie des genres actuels d'hominidés, d'après Shoshani et al. (1996) et Springer et al. (2012) :
| Gorillini | Gorilla (Gorille)                                                                                             |
|           | Gorilla (Gorille)                                                                                             |
| Hominini  | \| Panina \| Pan (Chimpanzé) \| \| \| Pan (Chimpanzé) \| \| Hominina \| Homo (Homme) \| \| \| Homo (Homme) \| |
|           | \| Panina \| Pan (Chimpanzé) \| \| \| Pan (Chimpanzé) \| \| Hominina \| Homo (Homme) \| \| \| Homo (Homme) \| |
| Panina    | Pan (Chimpanzé)                                                                                               |
|           | Pan (Chimpanzé)                                                                                               |
| Hominina  | Homo (Homme)                                                                                                  |
|           | Homo (Homme)                                                                                                  |

| Panina   | Pan (Chimpanzé) |
|          | Pan (Chimpanzé) |
| Hominina | Homo (Homme)    |
|          | Homo (Homme)    |

| Gorillini | Gorilla (Gorille)                                                                                             |
|           | Gorilla (Gorille)                                                                                             |
| Hominini  | \| Panina \| Pan (Chimpanzé) \| \| \| Pan (Chimpanzé) \| \| Hominina \| Homo (Homme) \| \| \| Homo (Homme) \| |
|           | \| Panina \| Pan (Chimpanzé) \| \| \| Pan (Chimpanzé) \| \| Hominina \| Homo (Homme) \| \| \| Homo (Homme) \| |
| Panina    | Pan (Chimpanzé)                                                                                               |
|           | Pan (Chimpanzé)                                                                                               |
| Hominina  | Homo (Homme)                                                                                                  |
|           | Homo (Homme)                                                                                                  |

| Panina   | Pan (Chimpanzé) |
|          | Pan (Chimpanzé) |
| Hominina | Homo (Homme)    |
|          | Homo (Homme)    |

La date de la divergence des Ponginae et des Homininae est estimée à 15,5 millions d'années, ce qui les place à un point médian dans l'évolution des Hominoidea. Ceux-ci auraient divergé des Cercopithecoidea il y a environ 25 millions d'années,.

### Espèces
Les espèces d'orang-outan sont, selon ITIS (23 avril 2018) :
- Pongo abelii (Lesson, 1827), Orang-outan de Sumatra ;
- Pongo pygmaeus (Linnaeus, 1760), Orang-outan de Bornéo ;
- Pongo tapanuliensis (Nurcahyo et al., 2017), Orang-outan de Tapanuli : espèce endémique de la forêt de Batang Toru dans le nord de Sumatra, décrite en 2017[35].

Mais d'autres espèces éteintes sont connues, quoique certaines formes fossiles soient parfois considérées plutôt comme des sous-espèces. Selon BioLib (23 avril 2018), il s'agit de :
- Pongo devosi (Schwartz et al., 1995) † ;
- Pongo duboisi (Drawhorn, 1995) † ;
- Pongo javensis (Drawhorn, 1995) † ;
- Pongo palaeosumatrensis (Hooijer, 1948) † ;
- Pongo weidenreichi (Hooijer, 1948) †.

## Menaces et conservation
Les espèces d'orangs-outans sont toutes les trois classées « en danger critique d'extinction » sur la liste rouge de l'Union internationale pour la conservation de la nature (UICN).
| Espèce                  | Statut de conservation UICN     | Population estimée (2016 et 2017) | Aires protégées                                                                                                  | Aires protégées | Individus en captivité (2019) |
| ----------------------- | ------------------------------- | --------------------------------- | --- | --- | ----------------------------- |
| Orang-outan de Bornéo   | En danger critique d'extinction | 104 700                           | Indonésie | - Parc national de Kutai - Parc national du Mont Palung - Parc national de Tanjung Puting - Parc national de Betung Kerihun - Parc national de Bukit Baka Bukit Raya - Parc national du Lac Sentarum - Parc national de Sabangau | 479                           |
| Orang-outan de Bornéo   | En danger critique d'extinction | 104 700                           | Malaisie | - Parc national de Batang Ai - Parc national de Banjaran Crocker (en) | 479                           |
| Orang-outan de Sumatra  | En danger critique d'extinction | 13 800                            | Parc national du Mont Leuser                                                                                     | Parc national du Mont Leuser | 264                           |
| Orang-outan de Tapanuli | En danger critique d'extinction | 800                               | - Réserve naturelle de Dolok Sipirok - Réserve naturelle de Dolok Sibual Buali - Réserve naturelle de Lubuk Raya | - Réserve naturelle de Dolok Sipirok - Réserve naturelle de Dolok Sibual Buali - Réserve naturelle de Lubuk Raya | aucun                         |

### Typologie des menaces

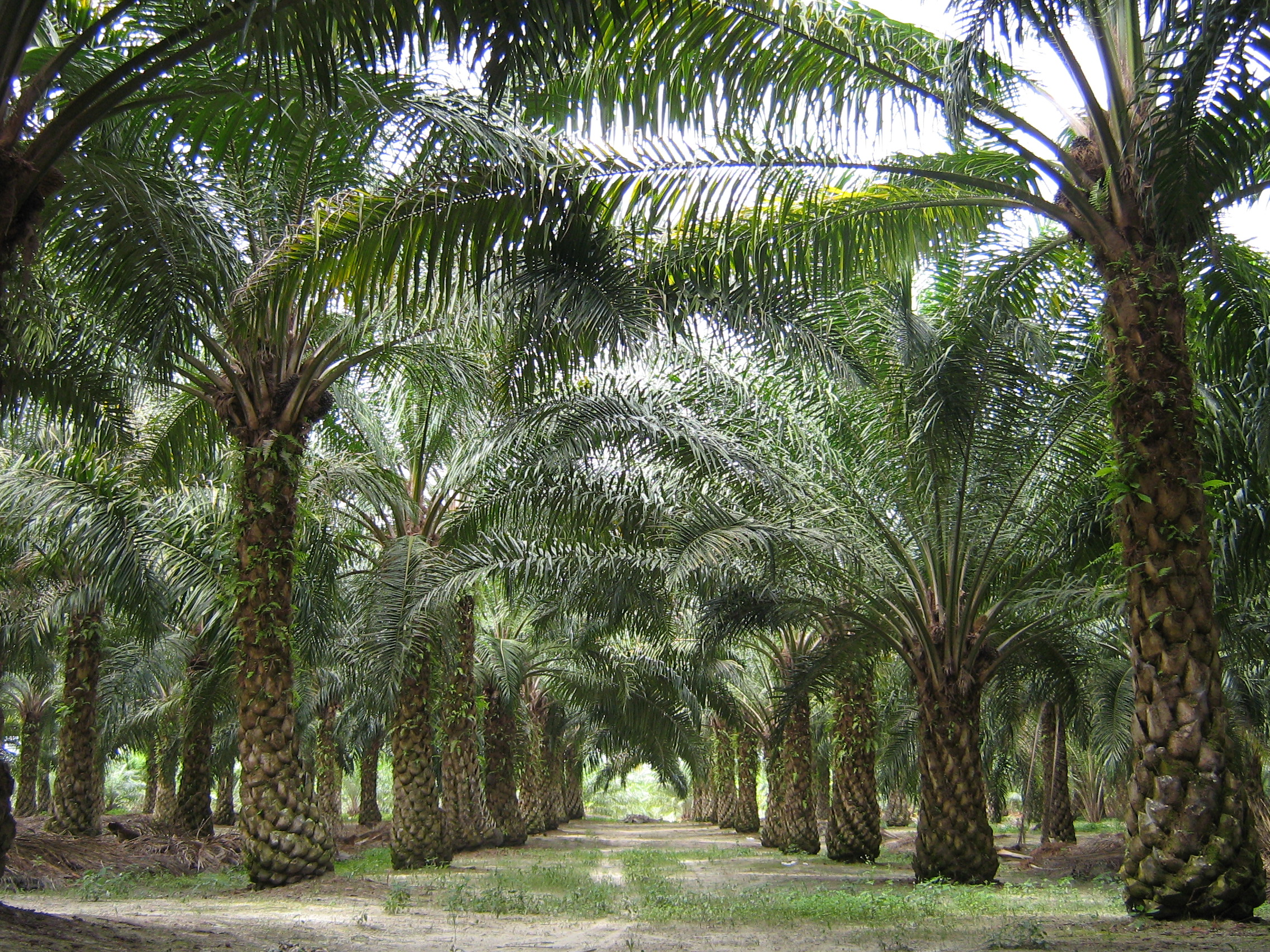
Plantation de palmiers à huile en Malaisie. Cette culture menace gravement l'habitat des orangs-outans.

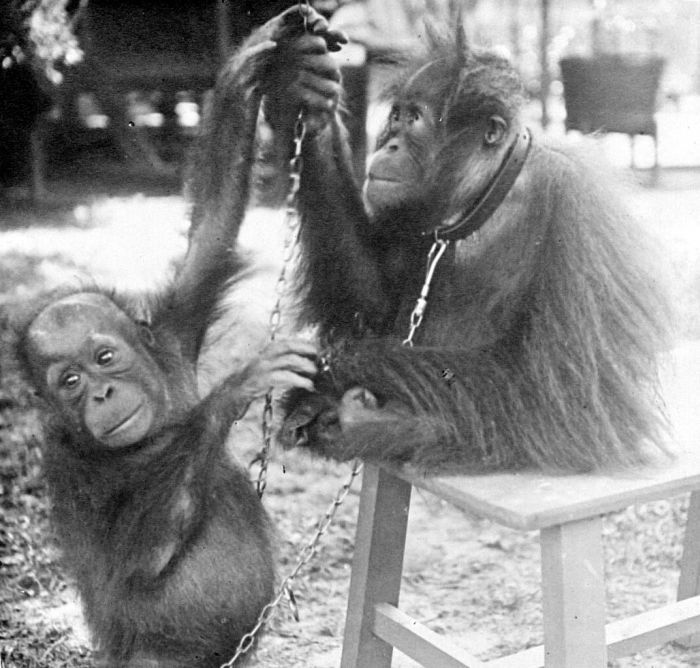
Orangs-outans gardés comme animaux de compagnie (début XXe siècle).

La survie des orangs-outans dans la nature est grandement menacée par le développement des activités humaines et en particulier la déforestation, récemment encouragée par les sylvicultures industrielles (exploitation ou surexploitation du bois), le développement de mines et de cultures destinées à produire des biocarburants, et l'agriculture (en particulier pour la production d'huile de palme transformée ensuite en biodiesel).
La plupart de ces activités responsables de l'accélération de la destruction de leur habitat sont illégales. Cela touche également les parcs nationaux officiellement hors d'atteinte des bûcherons, des mineurs et du développement des cultures. Certains jeunes orangs-outans sont capturés pour être illégalement vendus, les braconniers tuent souvent la mère pour voler son bébé. Taipei, la capitale de Taïwan, compte ainsi beaucoup d'orangs-outans. Au marché noir, un petit singe se vend aisément. En dix ans, un millier de singes sont ainsi devenus des bêtes de cirque ou de compagnie. Or, sur six à huit petits capturés, un seul survit au choc et au voyage après que sa mère a été abattue par les braconniers. L'espèce est également menacée par le braconnage alimentant le marché de la viande sauvage et des animaux de compagnie, et les incendies de forêts, souvent volontaires.
Les orangs-outans sont aussi menacés par les zoonoses, maladies transmises par les humains. En s'approchant pour faire des photos ou pour leur donner à mange, les humains peuvent leur transmettre des maladies, comme la Covid-19.
Entre 1999 et 2015, en 16 ans, la moitié de la population des orangs-outans de Bornéo a disparu.

### Efforts de conservation
Seul un tiers de la population de l'État de Sabah se trouve dans des zones protégées telles que des parcs nationaux et réserves naturelles, ce qui laisse deux tiers des animaux sans protection et donc plus vulnérables encore.
Le World Wildlife Fund (WWF) travaille en collaboration avec les autorités et d'autres organisations pour la conservation de la nature : son but est d'étendre la superficie des aires protégées et d'en créer de nouvelles, où la chasse et l'exploitation forestière seront interdites. Le WWF a également aidé les autorités à faire appliquer les lois qui limitent sévèrement le commerce des orangs-outangs vivants et des produits dérivés de ces primates. Lorsqu'un orang-outang est confisqué à un trafiquant, il est confié à un centre où il est réhabitué à la vie sauvage avant d'être relâché dans un site protégé.
L' une des références scientifiques mondiales dans l'étude et la protection de l'orang-outan est la primatologue Birutė Galdikas.

## L'Orang-outan dans la culture
Dans la littérature :

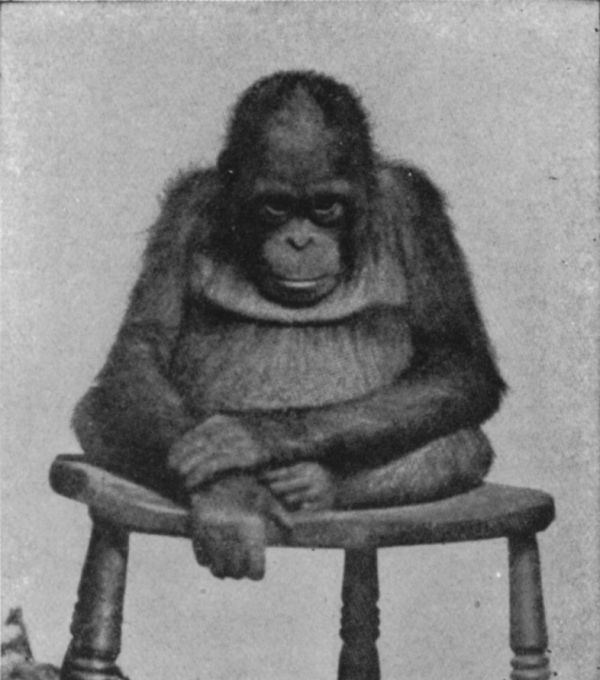
Orang-outan, photo de Gambier Bolton.

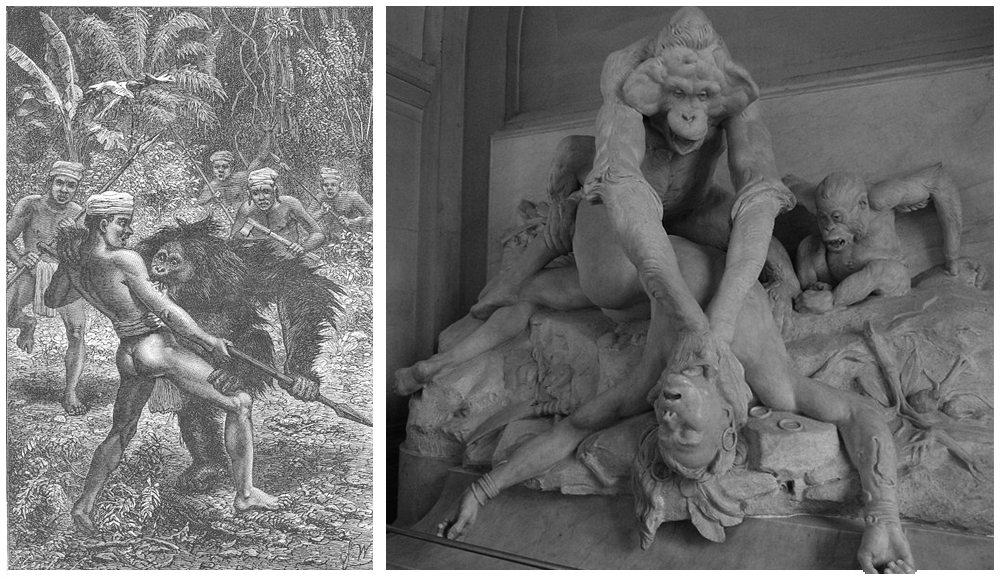
Orang-outang étranglant un « sauvage » par Emmanuel Frémiet, d'après les récits et gravures de l'expédition Wallace en Insulinde.

- dans la nouvelle Double assassinat dans la rue Morgue d'Edgar Allan Poe (1841), l'auteur d'un double meurtre apparemment inexplicable est en fait un orang-outan ;
- dans le roman L'Île mystérieuse de Jules Verne (1875), un orang-outan devient le domestique des naufragés.
- dans La Planète des singes de Pierre Boulle (1963), ainsi que dans plusieurs de ses adaptations au cinéma, Zaïus est l'orang-outan ministre de la science et gardien de la foi ;
- le bibliothécaire de l'Université de l'Invisible est un mage transformé en orang-outan par un sortilège, dans Les Annales du Disque-Monde de Terry Pratchett (1983-2009) ;
- dans le manga de Hirohiko Araki JoJo's Bizarre Adventure : Stardust Crusaders tome 2, un orang-outan met des bâtons dans les roues des personnages principaux grâce à son stand Strength.

Dans les arts plastiques :
- à la fin du XIXe siècle, un thème à la mode inspire les artistes : celui de l'« affrontement entre l'Homme et la Bête ». La relation par The Times des expéditions de l'explorateur britannique Alfred Russel Wallace en Insulinde signale l'attaque d'un pisteur malais par un orang-outang furieux. Traduite avec beaucoup d'exagérations dans la presse continentale, cette anecdote inspire au sculpteur Emmanuel Frémiet son Orang-outang étranglant un sauvage de Bornéo réalisé en 1895 sur commande du Muséum national d'histoire naturelle. Il s'agit bien d'art et non de science : l'animal est un mâle, comme le signalent ses excroissances faciales, et pourtant accompagné d'un petit (ce qui est l'apanage des femelles en réalité) ; en étranglant le « sauvage » il accomplit un acte aussi impossible (physiquement et éthologiquement) que l'enlèvement d'une femme par un gorille, autre thème de l'époque et sujet d'une autre sculpture de Frémiet. Mais l'art opère, et des générations de visiteurs de la galerie du Muséum où elle est exposée, ont été horrifiés par la force émanant de cette œuvre[46].

Au cinéma :
- le roi Louie du Livre de la jungle de Walt Disney Pictures (1967), doublé par Louis Prima. C'est cet orang-outan qui chante la célèbre chanson I Wanna be Like You dans ce film (ce personnage est absent du livre de Rudyard Kipling) ;
- dans Doux, dur et dingue (1978) et Ça va cogner (1980), Philo (Clint Eastwood) a pour compagnon d'aventures un orang-outan ;
- dans L'Odyssée de Pi (2012), le jeune héros partage au début du film son radeau de sauvetage avec plusieurs animaux dont une orang-outan.
- dans la première série de films de La planète des singes (La Planète des singes (1968), le Dr Zaïus (ministre des sciences et le défenseur en chef de la foi simiesque) est un orang outan.
- dans la seconde série de films de La planète des singes (La Planète des singes : Les Origines ; La Planète des singes : L'Affrontement ; La Planète des singes : Suprématie) l'un des meilleurs amis de César, un chimpanzé, est Maurice, un orang-outan.

À la télévision :
- dans La Petite Maison dans la prairie, de l'épisode 20 à 22 de la saison 9, M. Edwards s'occupe d'un orang-outan femelle appelé Blanche (VF).
- une femelle orang-outan, née à Bornéo en 1969, âgée de 50 ans en 2020 et vivant depuis 1972 à la ménagerie du Jardin des plantes de Paris, a fait l'objet d'un film documentaire de Nicolas Philibert intitulé Nénette et sorti le 31 mars 2010[47].

Jeux de société :
- Aux échecs une ouverture est nommée Ouverture de l'orang-outang.

Dans le folklore :
- Mettekoe, un géant folklorique belge engagé dans la protection des orangs-outans.
- Le shōjō, est une créature du folklore japonais, très présente dans le théâtre de nō, présenté comme un esprit marin au visage rouge amateur d’alcool. Il s’inspirerait d’une pratique présente en Asie du Sud-Est consistant à enivrer un orang-outan pour lui extraire son sang servant à la teinture rouge des vêtements.

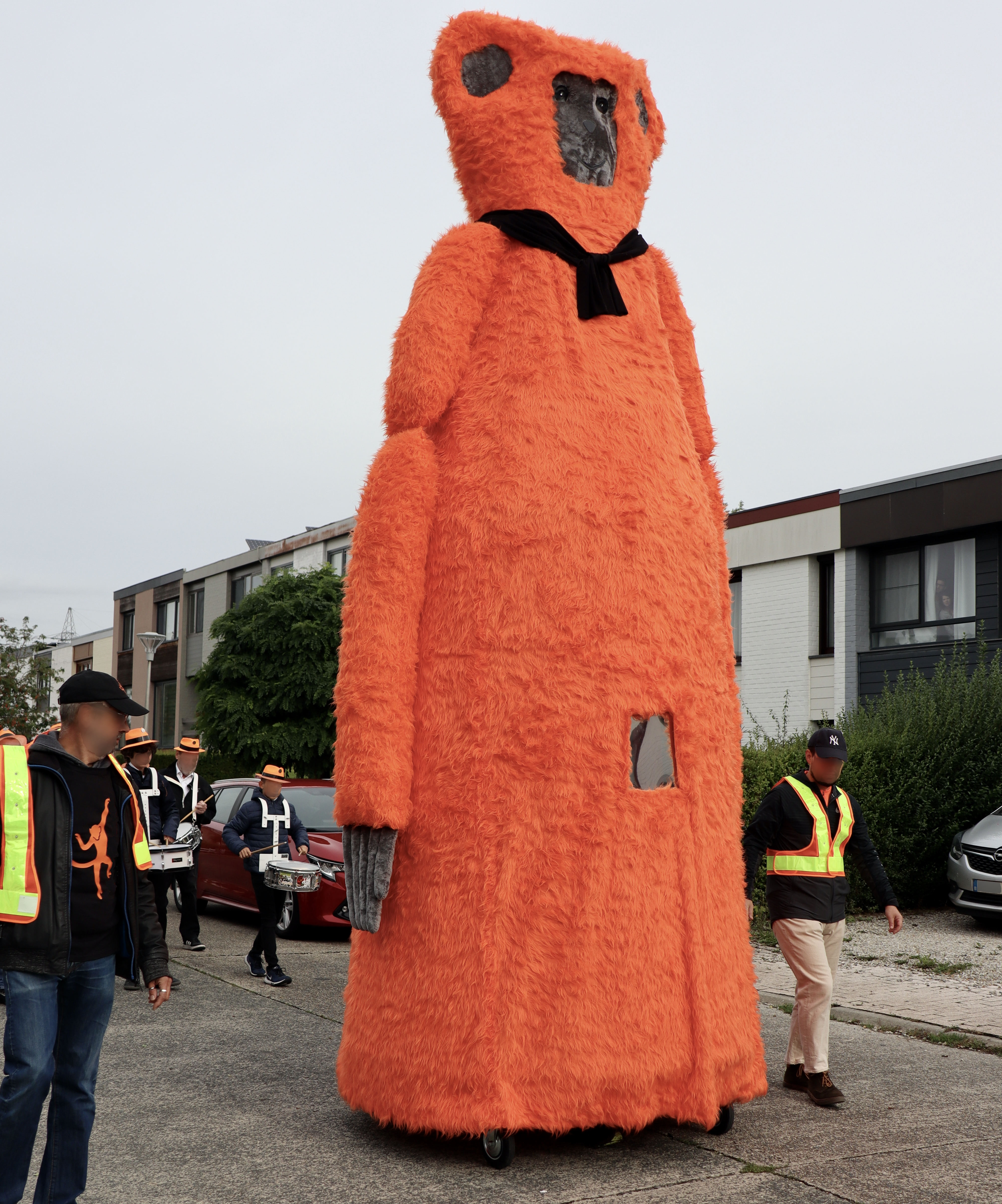
Mettekoe lors de sa première sortie à Petit-Enghien en septembre 2022